# اینو پنتیلا
اینو پنتیلا (انگلیسی: Eino Penttilä؛ ۲۷ اوت ۱۹۰۶ – ۲۴ نوامبر ۱۹۸۲ (aged 76)) ورزشکار دو و میدانی اهل فنلاند بود.